# Центар Апатина
Центар Апатина је саграђен после 1795. године. С обзиром да представља значајну историјску грађевину, проглашен је непокретним културним добром од изузетног значаја Републике Србије. Налази се у Апатину, под заштитом је Покрајинског завода за заштиту споменика културе Петроварадин.

## Историја
У оквиру просторно културно-историјске целине центар Апатина обухвата зграду у улици Дунавска бр. 5, зграду некадашње Српске банке, зграду на углу Дунавске и Пиварске улице, стару управну зграду, некадашњу стамбену зграду и индустријски погон Апатинске пиваре, Дом културе, продавницу „Подунавље”, кућу породице Турски, зграду поште, куће у улици Маршала Тита бр. 6, 8, 10, 11, 13, 17, 16, 18, 22, 24, 32, 32/1, 33, 35, 36, 39, 40, 41, 44, 46, 49, 50, 56, 57, 59, 60 и 64, у Радичевића бр. 1, кућу у којој је рођен Пал Абрахам, зграду „Солида”, зграду Жупног двора, римокатоличку цркву Успења Маријина, зграду школе „Жарко Зрењанин”, Скупштине Општине, зграду милиције, кућу породице Бајер у улици Маршала Тита бр. 38, кућу породице Домбовић у улици Маршала Тита бр. 43, зграду штампарије „Меркур”, кућу у улици Петра Драпшина бр. 1, зграду Дома здравља и кућу у улици Марка Орешковића бр. 13 и 15. У централни регистар је уписан 17. фебруара 2005. под бројем ПКИЦ 64, а у регистар Покрајинског завода за заштиту споменика културе Петроварадин истог дана под бројем ПКИЦ 6.